# Carlo Biraghi
Giovanni Carlo Biraghi (Giussano, 25 novembre 1913 – Vercelli, 6 ottobre 1995) è stato un calciatore italiano, di ruolo attaccante.

## Carriera
In gioventù militò nella Vis Nova di Giussano.
Proveniente dalla Pro Vercelli, nella stagione 1939-1940 si trasferisce al Milan, esordendo in Serie A nella partita Milano-Fiorentina (3-1) del 24 settembre 1939. Con i rossoneri gioca 14 gare in campionato e 2 in Coppa Italia, chiudendo la sua esperienza al Milan nella partita Modena-Milano (2-2) del 2 giugno 1940, ultima giornata di campionato.
Viene quindi ceduto al Padova, dove in due stagioni dal 1940 al 1942 totalizza 56 presenze e 15 gol.
Nella stagione di Serie C 1950-1951 gioca invece per la squadra del Mortara.

## Palmarès
- Campionato Nazionale Riserve: 1

Milan: 1939-1940